# Martin Hanzal
Martin Hanzal (* 20. Februar 1987 in České Budějovice, Tschechoslowakei) ist ein tschechischer Eishockeyspieler, der seit TJ Hluboká nad Vltavou Knights in der Krajska hokejova liga, der vierten tschechischen Spielklasse, aktiv ist. Zwischen 2007 und 2018 bestritt der Center über 600 Partien für die Phoenix/Arizona Coyotes, Minnesota Wild und Dallas Stars in der National Hockey League. Mit der tschechischen Nationalmannschaft nahm er unter anderem an den Olympischen Winterspielen 2014 teil.

## Karriere

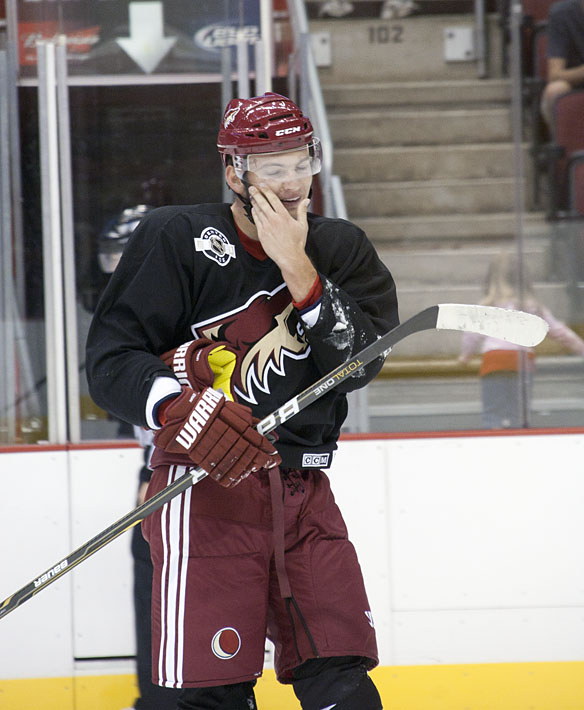
Hanzal im Trikot der Coyotes (2013)

Martin Hanzal begann seine Karriere in seiner Heimatstadt im Nachwuchs des HC České Budějovice, bei dem er alle Nachwuchsmannschaften durchlief und ab 2001 in der U18-Junioren-Extraliga spielte. Schon im Alter von 16 Jahren wurde er in die U20-Mannschaft befördert und wusste auch dort zu überzeugen. In der Spielzeit 2004/05 kam er zu seinen ersten Einsätzen in der Herrenmannschaft des HC České Budějovice, die zu diesem Zeitpunkt in der zweitklassigen 1. Liga spielte. Am Saisonende stieg sein Klub in die Extraliga auf. Vor der Saison war er von den Regina Pats beim CHL Import Draft 2004 in der ersten Runde als 43. Spieler gezogen worden.
Während des NHL Entry Draft 2005 wurde Hanzal in der ersten Runde an 17. Stelle von den Phoenix Coyotes ausgewählt, verblieb aber in Tschechien und debütierte am ersten Spieltag der Saison 2005/06 in der Extraliga gegen den HC Rabat Kladno. Insgesamt wurde Hanzal 19 Mal in der Extraliga-Mannschaft eingesetzt, allerdings musste er meist defensiv spielen. Außerdem spielte er weiterhin für die U20-Junioren und absolvierte einige Spiele beim BK Mladá Boleslav in der 1. Liga.
Ende Januar 2006 entschloss er sich aufgrund seiner defensiven Ausrichtung in der Extraliga zu einem Wechsel nach Nordamerika und blieb bis Saisonende bei den Omaha Lancers aus der United States Hockey League. In der folgenden Spielzeit ging er für die Red Deer Rebels, die ihn beim CHL Import Draft 2005 in der ersten Runde an insgesamt 41. Position gedraftet hatten, in der Western Hockey League aufs Eis und wurde am Saisonende Topscorer der Rebels mit 85 Scorerpunkten aus 60 WHL-Partien.
Im Sommer 2007 nahm er sowohl am Rookie-Camp als auch am Trainingslager der Coyotes teil und wusste dort mit seiner Spielweise und seiner Lernbereitschaft zu überzeugen. Daher bekam er einen Platz im NHL-Kader der Coyotes für die Saison 2007/08 und spielte meist in der dritten Angriffsformation. In seiner Rookie-Saison erzielte Hanzal acht Tore und 27 Assists. In der Folge etablierte sich der Tscheche als feste Größe im Kader der Coyotes.
Nach fast zehn Jahren und über 600 NHL-Einsätzen für die Coyotes wurde Hanzal im Februar 2017 samt Ryan White und einem Viertrunden-Wahlrecht im NHL Entry Draft 2017 an die Minnesota Wild abgegeben. Im Gegenzug erhielt Arizona Grayson Downing, ein Erstrunden-Wahlrecht im selben Draft, ein Zweitrunden-Wahlrecht im NHL Entry Draft 2018 sowie ein Viertrunden-Wahlrecht im NHL Entry Draft 2019. Trotz der Verpflichtung Hanzals scheiterten die Wild bereits in der ersten Playoff-Runde, wodurch der Tscheche lediglich 25 Partien für das Team absolvierte. Im Juli 2017 schloss er sich daraufhin als Free Agent den Dallas Stars an und unterzeichnete dort einen Dreijahresvertrag, der ihm ein durchschnittliches Jahresgehalt von 4,75 Millionen US-Dollar einbringen soll. Seine ersten beiden Saisons in Texas verpasste er jedoch zum größten Teil aufgrund einer Rückenverletzung, die sich letztlich als so schwerwiegend darstellte, dass er nach der Spielzeit 2019/20, in der er ohne Einsatz blieb, seine aktive Profikarriere beendete. Insgesamt hatte er 673 NHL-Partien absolviert und dabei 337 Scorerpunkte verzeichnet.
Im Sommer 2020 gründete Hanzal in seiner Heimatstadt den HC Samson České Budějovice. Mit dem Team lief der Stürmer ab der Spielzeit 2020/21 im tschechischen Amateurbereich in der vierthöchsten Spielklasse auf, bevor er 2023 zum Ligarivalen TJ Hluboká nad Vltavou Knights wechselte.

### International
Martin Hanzal hat in seiner bisherigen Laufbahn an fünf Weltmeisterschaften teilgenommen: Für die U18-Nationalauswahl spielte er bei der U18-Junioren-Weltmeisterschaft 2005, anschließend für die U20-Mannschaft bei den U20-Junioren-Weltmeisterschaften 2006 und 2007. Für die Herren-Nationalmannschaft nahm er an den Weltmeisterschaften 2008 und 2013 teil. Zudem vertrat er sein Heimatland bei den Olympischen Winterspielen 2014 sowie beim World Cup of Hockey 2016.

## Erfolge und Auszeichnungen
- 2005 Meister der 1. Liga und Aufstieg in die Extraliga mit dem HC České Budějovice
- 2005 All-Star-Team der U18-Junioren-Weltmeisterschaft
- 2007 WHL East Second All-Star Team

## Karrierestatistik

### International
Vertrat Tschechien bei:
| - U18-Junioren-Weltmeisterschaft 2005 - U20-Junioren-Weltmeisterschaft 2006 - U20-Junioren-Weltmeisterschaft 2007 - Weltmeisterschaft 2008 | - Weltmeisterschaft 2013 - Olympischen Winterspielen 2014 - World Cup of Hockey 2016 |

(Legende zur Spielerstatistik: Sp oder GP = absolvierte Spiele; T oder G = erzielte Tore; V oder A = erzielte Assists; Pkt oder Pts = erzielte Scorerpunkte; SM oder PIM = erhaltene Strafminuten; +/− = Plus/Minus-Bilanz; PP = erzielte Überzahltore; SH = erzielte Unterzahltore; GW = erzielte Siegtore; 1 Play-downs/Relegation; Kursiv: Statistik nicht vollständig)